# 亨利·维泽泰利

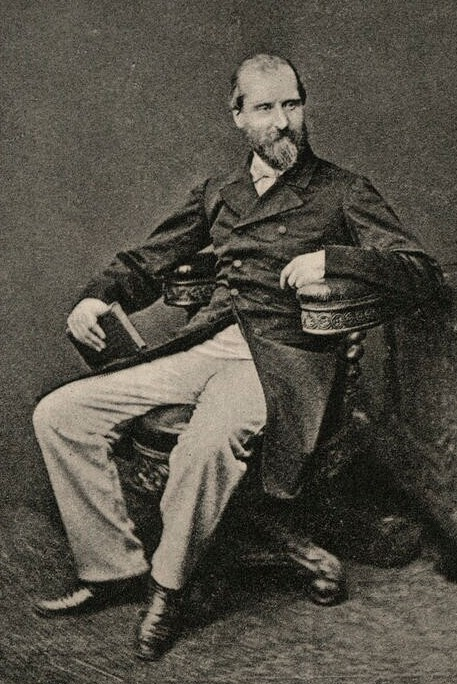
1863年摄

亨利·理查德·维泽泰利（Henry Richard Vizetelly；1820年7月30日—1894年1月1日）是一位英国出版商、作家、葡萄酒评论家，1880年至1890年间在伦敦经营过自己的出版社维泽泰利公司（Vizetelly & Company）。

## 生平
维泽泰利出生于伦敦，是一名印刷商的儿子，小时候当过木刻师学徒。他的弟弟弗兰克·维泽泰利是位战地画家。
1843年，受《倫敦新聞畫報》成功的鼓舞，维泽泰利与哥哥詹姆斯·托马斯·维泽泰利（James Thomas Vizetelly，1817-1897）以及安德鲁·斯波蒂斯伍德（Andrew Spottiswoode，1787-1866 年）创办了《Pictorial Times》。1855年，他与书商大卫·博格（David Bogue，1812-1856）合作创办《Illustrated Times》。
1865年，维泽泰利成为《伦敦新闻画报》驻巴黎记者。在巴黎期间，他出版了几本书，如《危险的巴黎》（Paris in Peril，1882）。
1880年，他在伦敦成立出版社维泽泰利公司（Vizetelly & Company），出版了许多法国和俄罗斯作家的译本，例如爱琳娜·马克思1886年的《包法利夫人》的第一个英文译本。1888年，他因出版左拉《大地》的译本而遭以猥亵诽谤罪起诉，罚款100英镑。1889年，因仍继续出售左拉的作品，他再次受到指控，处200英镑罚款和三个月监禁。结果，维泽泰利公司在1890年底申请破产。
1894年1月1日，他在萨里郡蒂尔福德去世。

## 葡萄酒
亨利·维泽泰利对葡萄酒很感兴趣，1875年出版《世界葡萄酒的特征和分级》（The Wines of the World Characterized & Classed: with some particulars respecting the beers of Europe），1879年出版《香槟和其他气泡酒》（Facts About Champagne and Other Sparkling Wines Collected During Numerous Visits to the Champagne and Other Viticultural Districts of France, and the Principal Remaining Wine-Producing Countries of Europe）。他是1873年和1878年维也纳和巴黎世博会上英国葡萄酒评委。1882年，他出版《香槟的历史》（A History of Champagne: with notes on the other sparkling wines of France） 。

## 家庭
他与第一任妻子育有四个儿子，其中欧内斯特·阿尔弗雷德·维泽泰利（1853–1922）重新出版了他出版过的一些左拉译本。他与第二任妻子伊丽莎白·安妮·安塞尔（Elizabeth Anne Ansell）育有一女和一子弗兰克·霍勒斯·维泽泰利（1864-1938），后者成为一名词典编纂者。